# Galaxian
Galaxian – japońska konsolowa gra zręcznościowa (strzelanka), wyprodukowana przez Namco. Gra została wydana przez to samo przedsiębiorstwo w 1979. 

## Odbiór gry
Galaxian był pierwszą grą, która posiadała całą oprawę graficzną w modelu RGB. Innowacją było też to, że przeciwnicy zmieniali formację i nurkowali.